# Efekt Slashdota
Efekt Slashdota – termin określający znaczne spowolnienie działania lub całkowite zablokowanie jakiegoś serwisu internetowego spowodowane nagłym wzrostem liczby odwiedzających ten serwis, gdyż pojawiające się tam informacje zostały zacytowane lub podlinkowane w jakimś innym, dużym i popularnym serwisie internetowym. Mniejsze serwisy internetowe są często uruchamiane na komputerach i łączach nieprzygotowanych do obsługi wielkiej liczby odwiedzających - nagły wzrost popularności powoduje znaczny wzrost ruchu sieciowego skierowanego do takiego serwisu, co pociąga za sobą znaczne wydłużenie czasu odpowiedzi i często zupełne zablokowanie.
Nazwa pochodzi od serwisu Slashdot, który jest na tyle popularny, że umieszczenie w nim notki odwołującej się do jakiegoś mniejszego serwisu często powodowało jego zablokowanie w opisany wyżej sposób. Efekt Slashdota bywa nazywany w Polsce „efektem wykopu”, co jest odpowiednikiem angielskiego Digg effect (ang. „efekt Digga”), od nazw popularnych serwisów służących ocenianiu i promowaniu informacji umieszczonej na stronach WWW przez czytelników.
Duże serwisy internetowe są zazwyczaj przygotowane na przyjęcie znacznej liczby odwiedzających i związanego z tym ruchu internetowego. Mniejsze serwisy mogą ulec zablokowaniu z wielu przyczyn: publikowanie dużych plików (np. filmów lub innych multimediów), łącze o zbyt niskiej przepustowości, niewydajne oprogramowanie zastosowane do publikacji poszukiwanych treści lub przekroczenie limitu przesyłanych danych przydzielonego przez dostawcę usług internetowych. Znaczny ruch internetowy wygenerowany przez komputery wielkiej liczby czytelników powoduje skutek odmowy działania usługi (ang. Denial of Service), podobnie do umyślnego, rozproszonego ataku sieciowego.
Jedną z form pomocy oblężonym serwisom jest tworzenie kopii ich zawartości na tzw. mirrorach.